# Constantin C. Iliescu
Constantin C. Iliescu (n. 15 septembrie 1892, Roman, Neamț – d. 30 octombrie 1978, București) a fost un medic român, membru titular (1965) al Academiei Române.

## Distincții
- Ordinul Muncii clasa a II-a (1 februarie 1958) „pentru conștiinciozitatea de care au dat dovadă în îndeplinirea sarcinilor de serviciu”[1]
- titlul de Medic emerit al Republicii Populare Romîne și Ordinul Muncii clasa I (13 septembrie 1962) „pentru merite excepționale și realizări deosebite în domeniul ocrotirii sănătății oamenilor muncii, cu prilejul împlinirii a 70 de ani de viață”[2]
- titlul de „Profesor Emerit al Republicii Populare Romîne” (5 noiembrie 1962) „pentru activitatea îndelungată, contribuție în dezvoltarea științei și merite deosebite în dezvoltarea învățămîntului superior”[3]
- Ordinul „Meritul Sanitar” clasa I (8 aprilie 1970) „pentru merite deosebite în domeniul ocrotirii sănătății populației din țara noastră”[4]